# Quan hệ Cuba – Perú
Quan hệ Cuba – Perú là mối quan hệ song phương giữa Cộng hòa Cuba và Cộng hòa Perú. 

## Lịch sử
Mối quan hệ giữa các quốc gia Nam Mỹ là Cuba và Perú đã trở nên bất ổn kể từ khi Cách mạng Cuba đưa Fidel Castro lên nắm quyền vào năm 1959. Giống như tất cả các quốc gia khác ở châu Mỹ ngoài Canada và México, Perú đã cắt đứt quan hệ ngoại giao với Cuba mới theo chủ nghĩa cộng sản vào ngày 30 tháng 12 năm 1960. Mặc dù quan hệ ngoại giao được tái lập vào ngày 8 tháng 7 năm 1972, dưới chế độ độc tài của Juan Velasco Alvarado, mối quan hệ này kể từ đó đã bị lung lay bởi hàng loạt biến cố. Căng thẳng đã trở nên trầm trọng hơn do Chiến tranh Lạnh, khi Perú có xu hướng đứng về phía Mỹ, trong khi Cuba là đồng minh trung thành của Liên Xô. Một yếu tố gây bất ổn cụ thể đối với mối quan hệ song phương là cáo buộc Cuba hỗ trợ cho Phong trào Cách mạng Túpac Amaru, nhóm khủng bố hoạt động tại những vùng nông thôn xa xôi của Perú.
Mối quan hệ này vẫn còn trắc trở ngay cả sau khi Chiến tranh Lạnh kết thúc. Một ví dụ điển hình là sự ủng hộ của Perú đối với một nghị quyết của Liên Hợp Quốc năm 2004 chỉ trích hồ sơ nhân quyền của Cuba. Điều này đã thúc đẩy Fidel Castro lên tiếng phản đối mạnh mẽ Perú và tổng thống của nước này, khiến Perú phải đáp trả bằng cách triệu hồi đại sứ của mình. Đến năm 2010, sự cải thiện chung trong quan hệ đối ngoại của Cuba sau khi Tổng thống Mỹ Barack Obama lên nắm quyền đã mất đi động lực. Tuy vậy, cả Cuba và Perú đều nhanh chóng gạt bỏ những bất đồng của họ sang một bên khi họ hợp tác trong việc cung cấp cứu trợ nhân đạo cho các nạn nhân của trận động đất ở Chile năm 2010.
Sau cái chết của Fidel Castro vào năm 2016, một số lượng lớn hoa cắm đã được để lại trong đại sứ quán Cuba tại Lima. Năm năm sau, trong cuộc biểu tình Cuba năm 2021, đại sứ quán—lúc này ở một địa điểm khác—đã bị những cá nhân không rõ danh tính phá hoại bằng cách ném sơn đỏ vào tòa nhà.

## Cơ quan đại diện ngoại giao thường trú
- Cuba có đại sứ quán tại Lima.
- Peru có đại sứ quán tại La Habana.

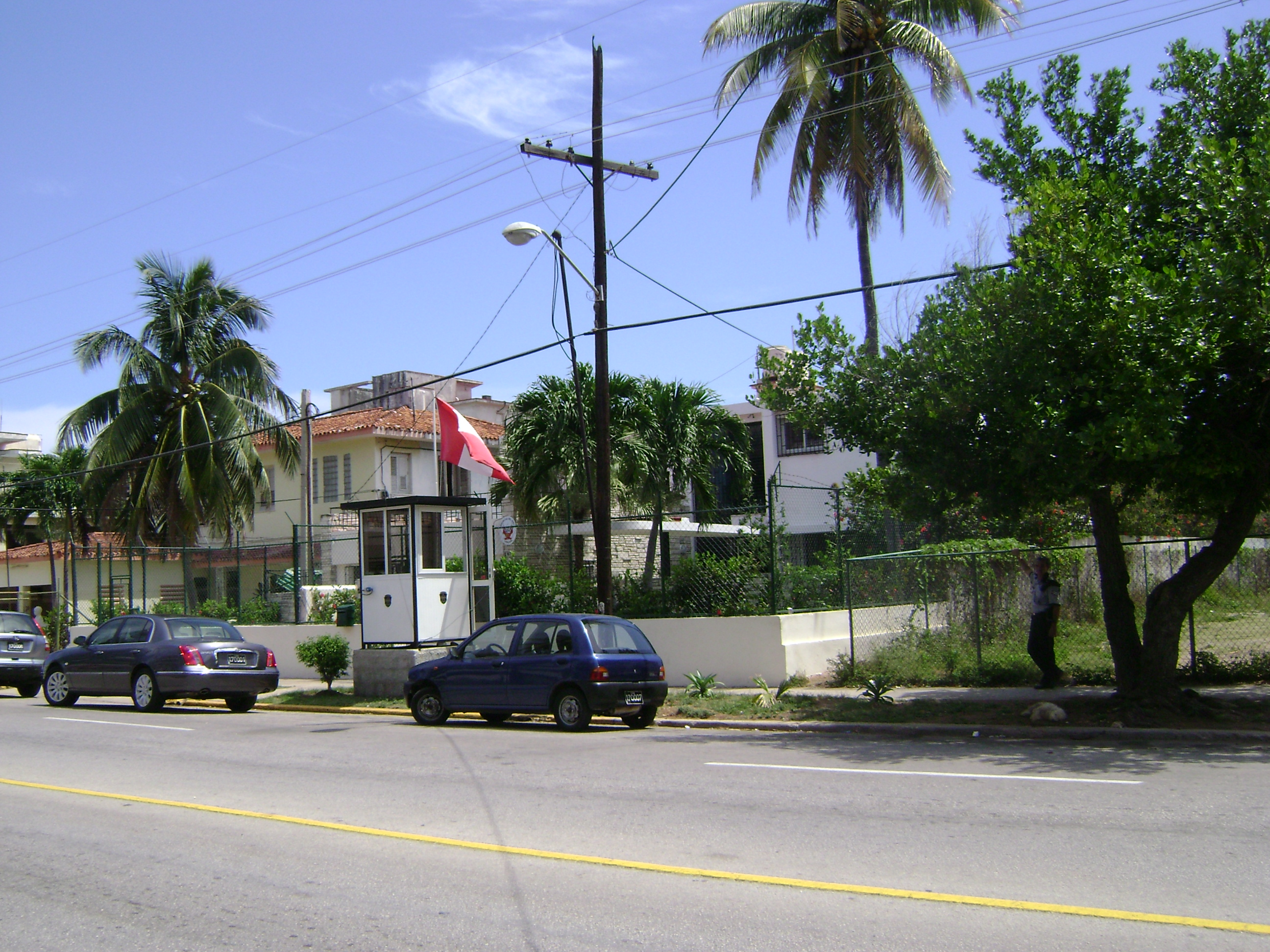
Đại sứ quán Perú tại La Habana
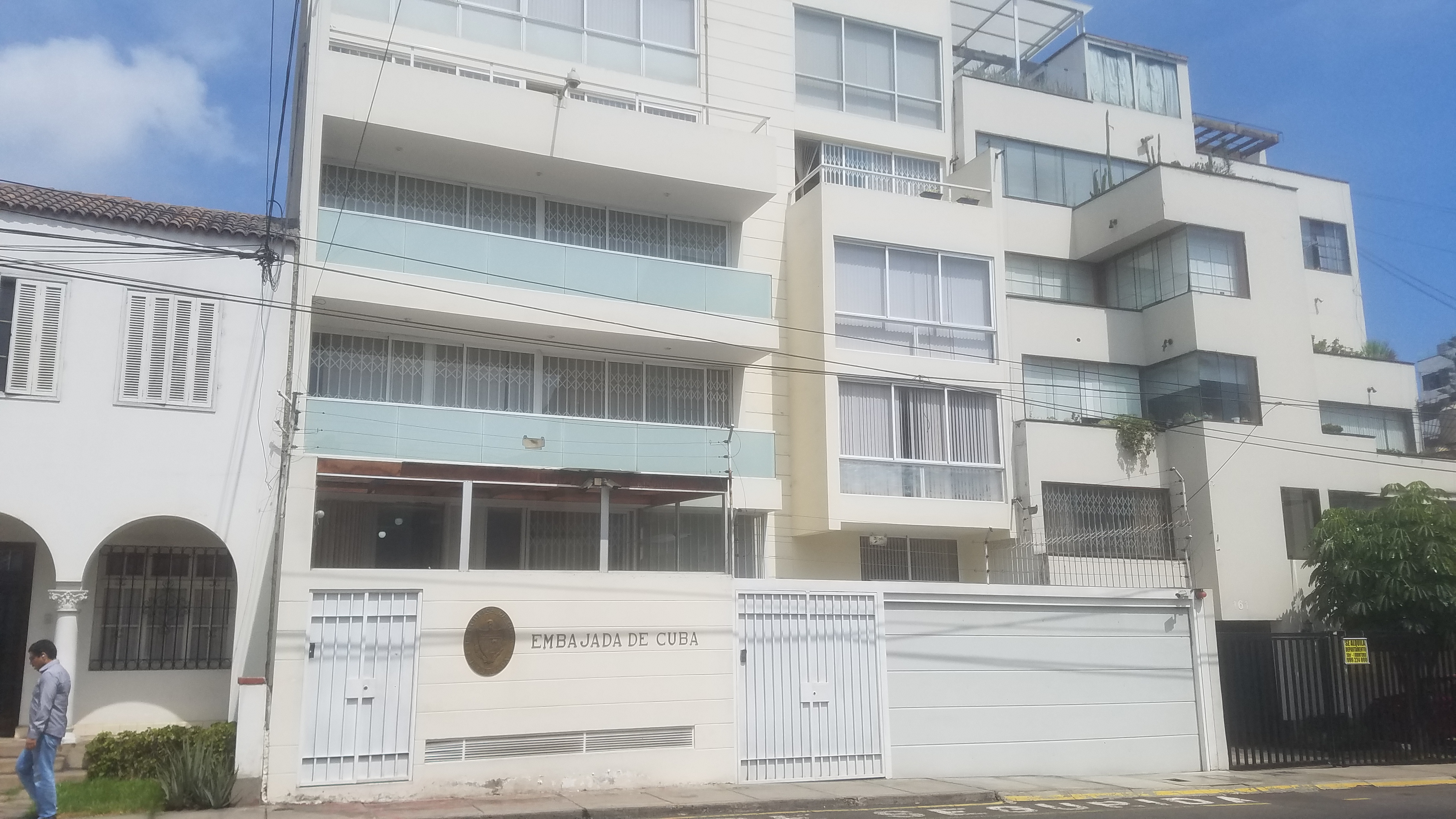
Đại sứ quán Cuba tại Lima